# Whalleya
Whalleya is een geslacht van schimmels dat behoort tot de familie Xylariaceae. De typesoort is Whalleya microplaca.

## Soorten
Volgens Index Fungorum telt het geslacht twee soorten (mei 2023):
| Soortnaam           | Auteur(s)                                                  | Publicatiejaar |
| ------------------- | ---------------------------------------------------------- | -------------- |
| Whalleya maculata   | (Theiss.) J.D. Rogers, Y.M. Ju & F. San Martín             | 1997           |
| Whalleya microplaca | (Berk. & M.A. Curtis) J.D. Rogers, Y.M. Ju & F. San Martín | 1997           |